# Бор (Руденский сельсовет)
Бор (бел. Бор) — деревня в Пуховичском районе Минской области Республики Беларусь. В составе Руденского сельсовета.

## География
Расположена в 26 км на юго-запад от Марьина Горка, 44 км от Минска.

## История
Населённый пункт основан как посёлок в 1920-е годы в Белорусской ССР. В литературе, как Города и деревни Беларуси, этот населённый пункт путают с деревней Бор, снесённой в 1993 году в связи со строительством Минской ТЭЦ-5.
Во Вторую мировую войну с конца июня 1941 года до начала июля 1944 года под оккупацией Германии.
До 31 марта 1977 года Бор входил в состав Цитвянского сельсовета, впоследствии передан в административное подчинение Руденского поссовета.

## Население

### Численность
- 2009 год — 3 жителей

### Динамика
- 1999 год — 9 жителей (перепись населения)
- 2002 год — 7 жителей, 5 дворов
- 2009 год — 3 жителей (перепись населения)[3]
- 2019 год — 1 житель (перепись населения)

## Культура
В 2023 году постановлением Министерства культуры Республики Беларусь от 30 мая 2023 года № 80 статус нематериальной историко-культурной ценности присвоен элементу «Культура белорусской дуды на Минщине» в д. Бор —  Историко-культурная ценность Республики Беларусь, .